# Житонежье
Житонежье (бел. Жытанежжа) — деревня в Морозовичском сельсовете Буда-Кошелёвского района Гомельской области Республики Беларусь.
Рядом с деревней размещена наивысшая точка района — 157 м.

## География

### Расположение
В 12 км на запад от районного центра и железнодорожной станции Буда-Кошелёвская (на линии Жлобин — Гомель).

## Транспортная сеть
Транспортная связь по просёлочной, затем автомобильной дороге Губичи — Буда-Кошелёво.
Планировка состоит из короткой прямолинейной улицы, ориентированной с юго-востока на северо-запад и застроенной двусторонне деревянными домами усадебного типа.

## История
По письменным источникам известна с XIX века как деревня в Рогачёвском уезде Могилёвской губернии. По ревизии 1858 года владение помещика Пересвет-Солтана. С 1884 года работал хлебозапасный магазин. По переписи 1897 года находились: школа грамоты, хлебозапасный магазин, 4 ветряные мельницы, в Недайской волости Гомельского уезда. В 1909 году 926 десятин земли. В 1912 году построено здание и начались занятия в земской школе.
В 1925 году в Недайском сельсовете Буда-Кошелёвского района Бобруйского округа. В 1930 году организован колхоз «Трактор», работали кузница, ветряная мельница. Во время Великой Отечественной войны 28 ноября 1943 года освобождена от захватчиков. На фронте погибли 72 жителя деревни. В 1959 году в составе колхоза «Новая жизнь» (центр — деревня Глазовка).
До 16 декабря 2009 года в составе Глазовского сельсовета.

## Население

### Численность
- 2004 год — 18 хозяйств, 34 жителя.

### Динамика
- 1858 год — 13 дворов, 135 жителей.
- 1897 год — 43 двора, 371 житель (согласно переписи).
- 1909 год — 55 дворов, 412 жителей.
- 1925 год — 111 дворов.
- 1959 год — 302 жителя (согласно переписи).
- 2004 год — 18 хозяйств, 34 жителя.